# Sheila Khala
Sheila Nomolanga Khala est une poétesse lesothienne, fondatrice de Poetry is Alive. 

## Biographie
Khala nait vers 1990 et grandit à Khubetsoana, au Lesotho. Elle participe et remporte un concours poétique.
En 2009, à l'âge de dix-neuf ans, elle publie son premier livre, Formula, qui lui confère une nouvelle reconnaissance dans les communautés poétiques du Lesotho et d'Afrique du Sud. Après le lancement de son premier livre, elle s'établit dans la province de l'État libre d'Afrique du Sud pour étudier les statistiques à l'Université de l'État libre, où elle se familiarise avec la scène poétique.

## Vie privée
Khala est chrétienne, beaucoup de ses poèmes portent sur les thèmes de Dieu et du Saint-Esprit.
En 2014, elle est conduite à l'hôpital après un accident de voiture, elle évoque ses croyances en parlant de son accident. 